# Rostovka
Rostovka (en rus: Ростовка) és un poble de l'óblast de Lípetsk, a Rússia, que el 2011 tenia 44 habitants. Pertany al districte rural d'Úsman.